# Dagmerk (schip)
Een dagmerk is een voorwerp met een geometrische vorm dat in de mast van een schip of op een boei wordt geplaatst om informatie door te geven aan schepen in de buurt.
Deze dagmerken hebben steeds een zwarte kleur, omdat op zee deze kleur het best waar te nemen is van op een grote afstand. Ze onderscheiden zich in betekenis door hun specifieke vorm. Deze vormen zijn: bol, kegel, cilinder en ruit, zodat ze vanuit elke richting herkend worden als resp. cirkel, driehoek, rechthoek en ruit. Deze dagmerken kunnen ook in combinatie gebruikt worden.
Per dagmerk zijn er voorgeschreven minimale afmetingen, waarbij, met uitzondering van de kegel, de hoogte steeds tweemaal de lengte van de basis zal zijn. De ruimte tussen de dagmerken dient ten minste 1,5 m te zijn.
De meest frequente dagmerken zijn de volgende:
| toepassing                                            | dagmerk                                  |
| ----------------------------------------------------- | ---------------------------------------- |
| schip dat onder zeil is en werktuigelijk voortbewogen | kegel met punt naar beneden              |
| schip ten anker                                       | bol                                      |
| schip aan de grond                                    | 3 bollen loodrecht onder elkaar          |
| onmanoeuvreerbaar vaartuig                            | 2 bollen loodrecht onder elkaar          |
| schip beperkt in haar manoeuvreerbaarheid             | bol-ruit-bol                             |
| vissersboot                                           | 2 kegels met de punt naar elkaar gericht |
| sleepboot                                             | sleepcillinder                           |
| gesleept vaartuig                                     | gele bol                                 |
| Schip dat beperkt wordt door haar diepgang            | cilinder                                 |